# José Joaquín Brunner
José Joaquín Brunner Ried (5 de diciembre de 1944) es un político, investigador y académico chileno de ascendencia Suiza alemana. Fue militante del centroizquierdista Partido por la Democracia (PPD), y se desempeñó como ministro Secretario General de Gobierno durante la administración del presidente democratacristiano Eduardo Frei Ruiz-Tagle, entre 1994 y 1998.

## Familia y estudios
Hijo del abogado y académico Helmut Brunner, se formó en el Colegio Alemán de Santiago. Luego cursó estudios de pregrado en la Pontificia Universidad Católica (1963-1967) y de posgrado en la Universidad de Oxford (1973-1975).
Nunca se tituló de abogado y en el Reino Unido consiguió un certificado expedido por el Gobierno de Su Majestad Británica por un programa de instrucción en administración universitaria, equivalente a lo que en Chile sería un título técnico de nivel superior. Se doctoró en la Universidad de Leiden en 2008.
Está casado con la psicóloga Mónica Espinosa y tiene tres hijos.

## Carrera pública y política
Brunner militó en el Partido Demócrata Cristiano de Chile (PDC), Movimiento de Acción Popular Unitaria (MAPU) y MAPU Obrero Campesino (MAPU OC).[cita requerida] En 1987 fue uno de los fundadores del Partido por la Democracia (PPD).
Fue nombrado ministro secretario general de Gobierno por Frei Ruiz-Tagle, el cual ejerció entre 1994 y 1998. También fue presidente del Consejo Nacional de Televisión (CNTV); presidente de la Comisión Nacional de Acreditación de Programas de Pregrado; vicepresidente del Consejo Superior de Educación; miembro del Consejo de Ciencias del Fondo Nacional de Desarrollo Científico y Tecnológico (Fondecyt); y director de la FLACSO.
En octubre de 2013 fue uno de los miembros creadores del movimiento político Fuerza Pública, liderado por el economista Andrés Velasco. En febrero de 2017 anunció su salida del PPD, «aunque mantengo viva mi adhesión a los ideales que le dieron nacimiento».
Ha sido considerado por parte del movimiento estudiantil como uno de los «ideólogos» de la educación de mercado chilena, lo que le ha significado ser objeto de funa por parte de estudiantes.

## Carrera académica
Se ha desempeñado como profesor en cursos de pregrado, maestría y doctorado en diversas universidades, entre ellas la Católica de Chile, de la cual fue exonerado por razones políticas tras el Golpe de Estado del 11 de septiembre de 1973; la Universidad Adolfo Ibáñez de Chile entre los años 2000 y 2007; la Universidad de Los Andes de Colombia; el Departamento de Investigaciones Educacionales del Centro de Investigación y de Estudios Avanzados del Instituto Politécnico Nacional de México; y la Universidad Autónoma de Barcelona de España.
Además, ha sido miembro del Consejo de Gobierno del International Institute for Educational Planning (IIPE); del Consejo de Gobierno de la Universidad de Naciones Unidas; del Consejo del Futuro de la Unesco, del Consejo de Gobierno del International Development Research Center del Canadá, del Comité Latinoamericano del Social Science Research Council (SSRC) de los Estados Unidos, y del Comité Directivo del Consejo Latinoamericano de Ciencias Sociales (Clacso).
Ha realizado consultorías en materias de educación para el Banco Mundial, el Programa de las Naciones Unidas para el Desarrollo, Cepal, Agencia Sueca de Cooperación para la Investigación, IDRC del Canadá, NOVIB de Holanda, Fundación Ford y USAID en los siguientes países: Bolivia, Brasil, Costa Rica, Chile, Ecuador, Nicaragua, Uruguay, Venezuela, Zimbabue, Kenia, Etiopía, Tanzania, Malasia, Singapur y Corea del Sur. Además es autor de diversos libros y ensayos.
Se ha desempeñado en el Instituto de Investigación en Ciencias Sociales de la Universidad Diego Portales y como presidente del Consejo Nacional de Certificación de la Gestión Escolar con sede en la Fundación Chile.

## Controversias

### Título universitario
El 12 de febrero de 2007 Brunner se vio envuelto en una polémica al descubrirse que durante años había mentido sobre su título académico, ya que nunca alcanzó a terminar la carrera de derecho en la Universidad Católica, según constaba hasta ese momento en su currículo en la página web de la Universidad Adolfo Ibáñez. Quien advirtió esto en términos públicos fue el historiador Alfredo Jocelyn-Holt, quien, según una nota reproducida por al diario La Tercera, declaró: 

«Tengo entendido, o si no que lo desmienta, que el señor José Joaquín Brunner no dispone de ningún grado o título académico universitario. Posee estudios en derecho y en sociología, pero no terminados. Ello, sin embargo, no ha impedido que se le considere, desde hace años, 'experto' en educación, convirtiéndose en, sin duda, el principal artífice de la administración del modelo educativo nacional, legado de la dictadura, durante los gobiernos concertacionistas».
Alfredo Jocelyn-Holt.

Brunner respondió a una carta publicada en el mismo medio el 15 de febrero.

«Señor director: Agradezco su eutropélica nota publicada el domingo en Reportajes sobre mi carrera formativa ("Alfredo Jocelyn-Holt emplaza a José Joaquín Brunner por título universitario"). Sin duda, debió ir precedida por la famosa frase: Quod natura non dat, Salmantica non praestat. En cualquier caso, deja usted de lado mis únicos dos certificados con valor simbólico, académico y de mercado: la licenciatura secundaria y el certificado expedido por el Gobierno de S.M. Británica por un programa de instrucción en administración universitaria, equivalente a lo que en Chile sería un título técnico de nivel superior. De cualquier modo, soy consciente de estas frases atribuidas a Francisco de Sales, muerto en 1622: "La vanagloria de que se alimentan los hombres, o nace de cosas que se figuran tener, aunque carezcan de ellas; o que no pueden atribuírselas a sí, dado caso que las tengan; o que no merecen gloria, aun cuando pudieran atribuírselas".»
José Joaquín Brunner.[cita requerida]

La polémica le costó su cargo en la Universidad Adolfo Ibáñez, desde donde emigraría a la Universidad Diego Portales.

## Premios
- Obtuvo la International Development Research Center (IDRC) de Canadá (1989).
- Recibió el Kneller Award otorgado por la Comparative and International Education Society.
- Reconocimiento Educación – Empresa en la categoría Personalidad Destacada, otorgado por la Confederación de la Producción y el Comercio y el Ministerio de Educación de Chile.
- Distinción Personas y Desarrollo conferida en el marco del Congreso Percade 2007.